# صموئيل كولينز
صموئيل كولينز (بالإنجليزية: Samuel Collins) هو محامي وقاضي وسياسي أمريكي، ولد في 17 سبتمبر 1923 في كاريبو في الولايات المتحدة، وتوفي في 22 مارس 2012 في روكلاند في الولايات المتحدة. حزبياً، نشط في الحزب الجمهوري.